# 愛荘町

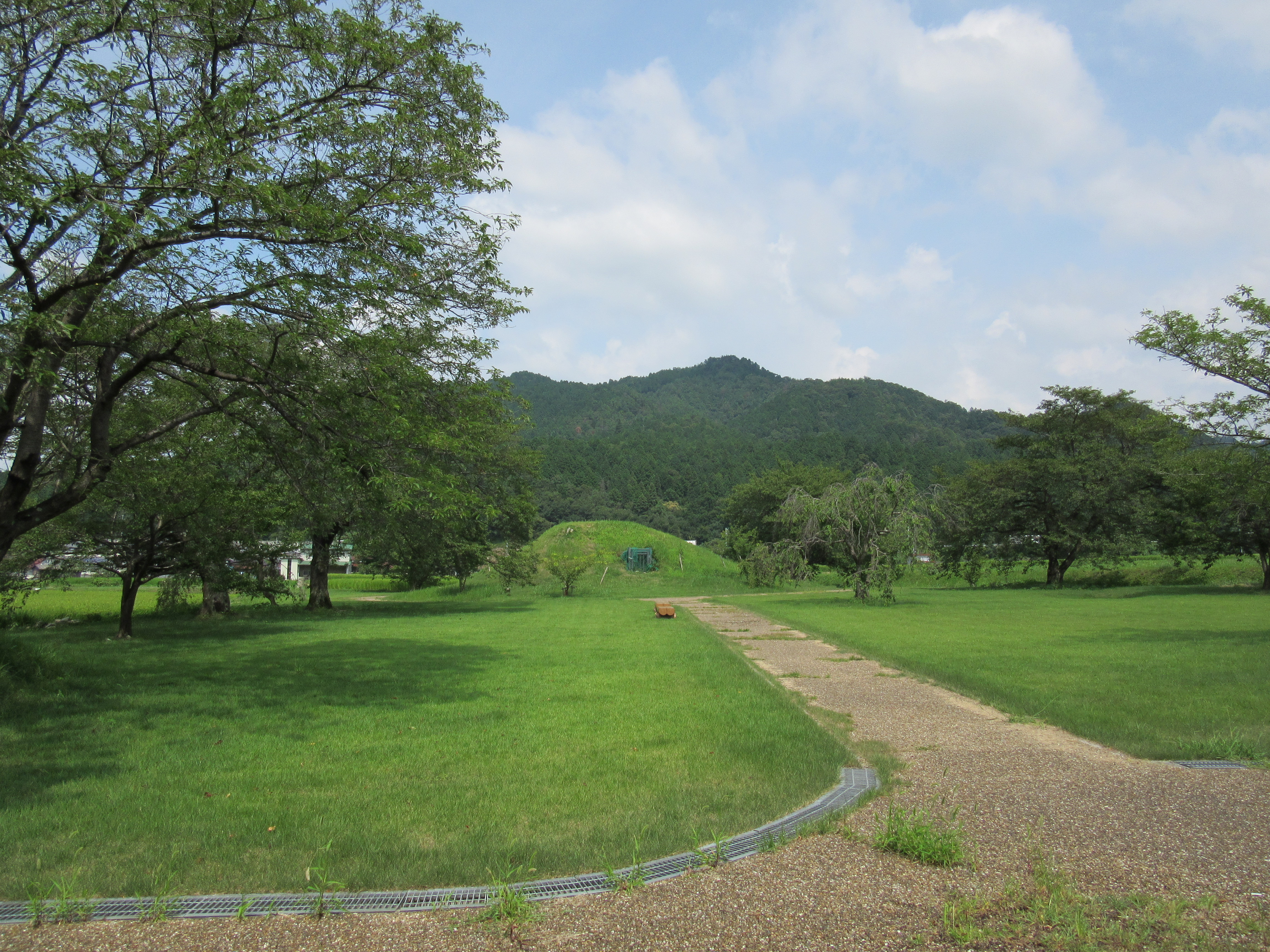
依智秦氏の里古墳公園。画面上にあるような小規模な古墳が１０基存在する

愛荘町（あいしょうちょう）は、滋賀県の東部に位置し、愛知郡に属する町。

## 地理
愛荘町は、滋賀県の湖東地域に位置する。東西約13キロメートル、南北約6.9キロメートル、総面積は、37.97キロメートルである。滋賀県全体の約1パーセントを占めている。標高は、南東部が最も高く約700メートル、北西部が最も低く約95メートルである。町の南には、一級河川の愛知川が、中央部には一級河川の宇曽川や岩倉川が流れている。「山比古湧水」などは、平成の名水百選に認定されている。町全体の約4割を田畑が占めている。

### 人口
令和2年度滋賀県統計書によると20,984人であり、前回調査から107人増加している。
| |                                        |  |
| 愛荘町と全国の年齢別人口分布（2005年） | 愛荘町の年齢・男女別人口分布（2005年） |  |
| ■紫色 ― 愛荘町 ■緑色 ― 日本全国 | ■青色 ― 男性 ■赤色 ― 女性              |  |
| 愛荘町（に相当する地域）の人口の推移 \| 1970年（昭和45年） \| 16,526人 \| \| \| 1975年（昭和50年） \| 17,016人 \| \| \| 1980年（昭和55年） \| 17,034人 \| \| \| 1985年（昭和60年） \| 17,085人 \| \| \| 1990年（平成2年） \| 17,036人 \| \| \| 1995年（平成7年） \| 17,856人 \| \| \| 2000年（平成12年） \| 18,992人 \| \| \| 2005年（平成17年） \| 19,729人 \| \| \| 2010年（平成22年） \| 20,118人 \| \| \| 2015年（平成27年） \| 20,778人 \| \| \| 2020年（令和2年） \| 20,893人 \| \| |                                        |  |
| 総務省統計局 国勢調査より |                                        |  |
| 1970年（昭和45年） | 16,526人                               |  |
| 1975年（昭和50年） | 17,016人                               |  |
| 1980年（昭和55年） | 17,034人                               |  |
| 1985年（昭和60年） | 17,085人                               |  |
| 1990年（平成2年） | 17,036人                               |  |
| 1995年（平成7年） | 17,856人                               |  |
| 2000年（平成12年） | 18,992人                               |  |
| 2005年（平成17年） | 19,729人                               |  |
| 2010年（平成22年） | 20,118人                               |  |
| 2015年（平成27年） | 20,778人                               |  |
| 2020年（令和2年） | 20,893人                               |  |

### 隣接自治体
滋賀県
- 彦根市
- 東近江市
- 犬上郡：多賀町
- 犬上郡：甲良町
- 犬上郡：豊郷町

## 歴史

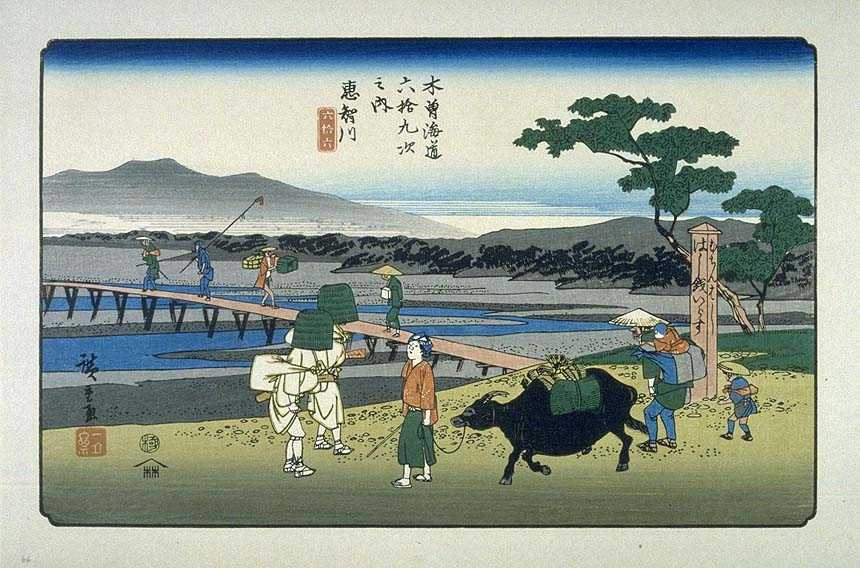
中山道 愛知川宿

- 旧中山道65番目の宿場愛知川宿があり、明治天皇が小休した部屋がそのまま保存されている。

### 沿革
平成
- 2006年（平成18年）2月13日 - 秦荘町及び愛知川町が合併して、愛荘町が発足する。

## 政治

### 行政

#### 町長
歴代首長
- 町長職務執行者（初代町長選出まで）：廣田進（旧秦荘町長）
- 初代町長：村西俊雄（2006年3月 - 2014年3月 旧米原町長で、米原市において初代市長選出まで市長職務執行者を務めた）
- 2代町長：宇野一雄（2014年3月 - 2018年3月）
- 3代町長：有村國知（2018年3月 - ）

### 副町長
- 初代：宇野一雄（2006年4月～2014年3月）

- 2代：中村守（2015年4月～2018年3月）

- 3代：石田政則（2018年4月～2021年3月）

- 4代：中西功（2021年4月～2024年3月）

- 5代：杉本甚治郎（2024年4月～）

### 教育長
- 初代：川口繁（2006年3月～2008年3月）

- 2代：渡部幹雄（2008年3月～2010年3月）

- 3代：藤野智誠（2010年3月～2019年3月）

- 4代：徳田寿（2019年4月～）

#### 役場庁舎
- 愛知川本庁舎 〒529-1380　愛知郡愛荘町愛知川72番地
- 秦荘支所 〒529-1234　愛知郡愛荘町安孫子825番地

#### 広域行政
- 東近江行政組合 - 消防・休日急患診療所・地域振興に関する事務を行っている
- 愛知郡広域行政組合

## 施設

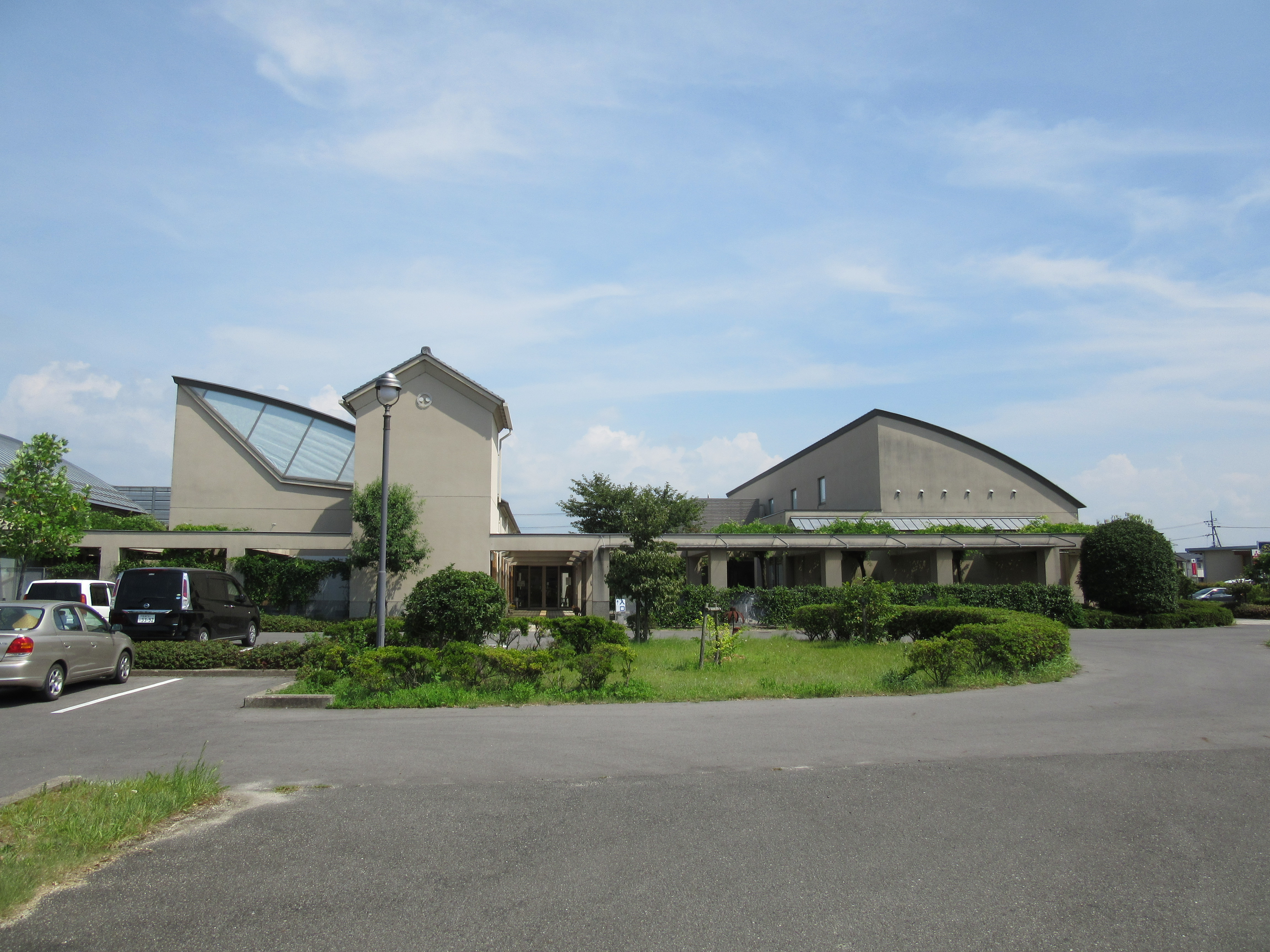
愛荘町立愛知川図書館

### 警察
本部
- 滋賀県警察 東近江警察署管内

警部交番
- 愛知川警部交番

### 消防
本部
- 東近江行政組合

消防署
- 東近江行政組合消防本部愛知川出張所

### 医療
主な保健所
- 愛荘町保健センター

### 郵便局
主な郵便局
- 愛荘郵便局

### 図書館
主な図書館
- 愛荘町立愛知川図書館
- 愛荘町立秦荘図書館

### 文化施設
- 愛荘町立歴史文化博物館
- 愛知川駅コミュニティハウス（るーぶる愛知川）
- 手おりの里金剛苑
- 近江上布伝統産業会館
- 愛知川びんてまりの館
- ハーティーセンター秦莊[3]
- 郷土の偉人館・西澤眞藏記念館

### 交流施設
- 愛知川公民館
- 秦荘公民館

### 運動施設
- 勤労者体育センター
- 町民グラウンド
- 町営テニスコート
- 中央スポーツ公園[3]
- ラポール秦荘けんこうプール

## 対外関係

### 姉妹都市・提携都市

#### 国内
姉妹都市
- 那珂川町（関東地方 栃木県 那須郡）
  - 1981年6月1日 - 旧秦荘町と姉妹都市提携。

#### 海外
姉妹都市
- ウエストベンド市（アメリカ合衆国 ウィスコンシン州）
  - 1998年8月14日 - 旧愛知川町と姉妹都市提携。

## 経済

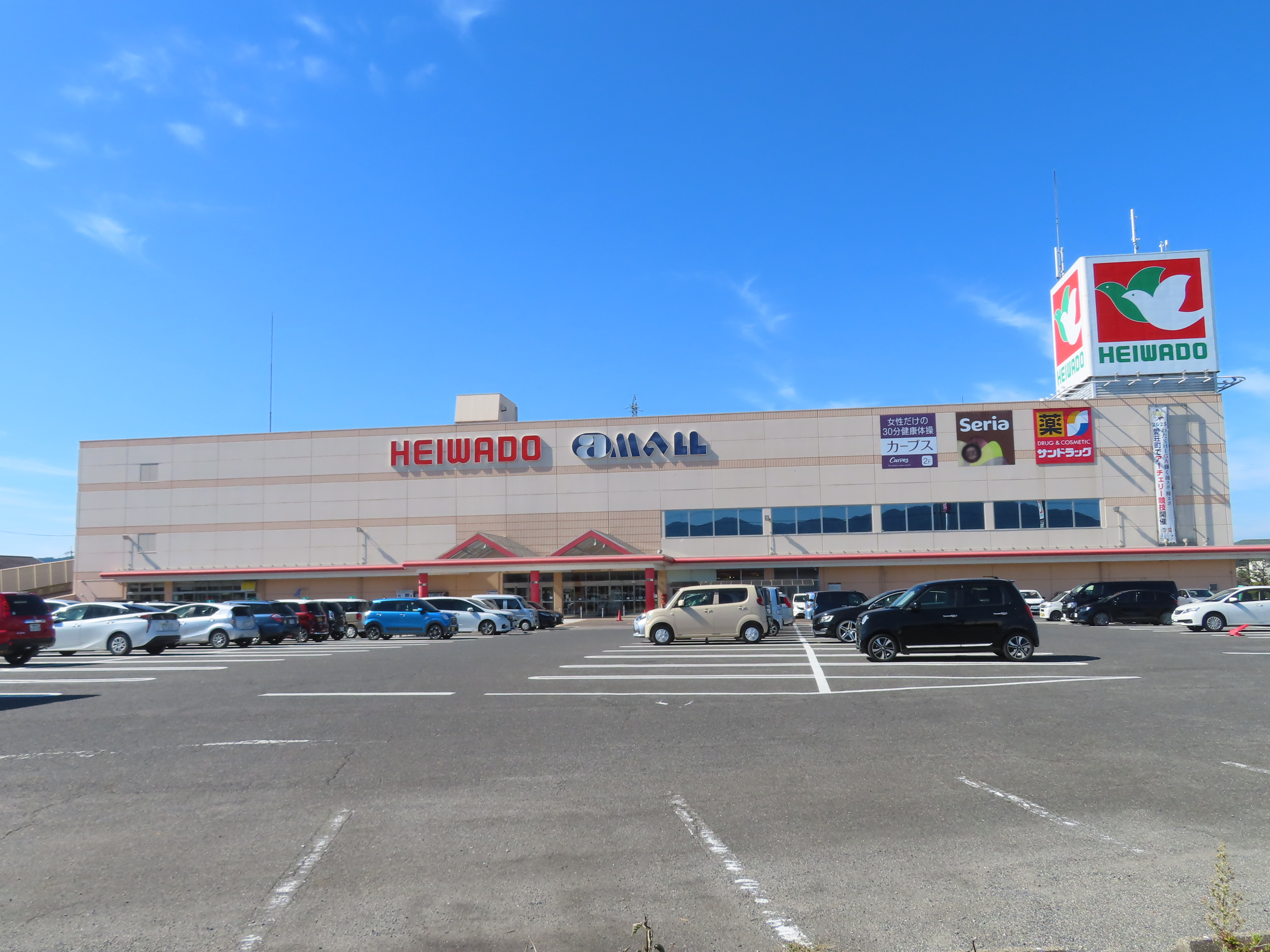
平和堂愛知川店（アモール）

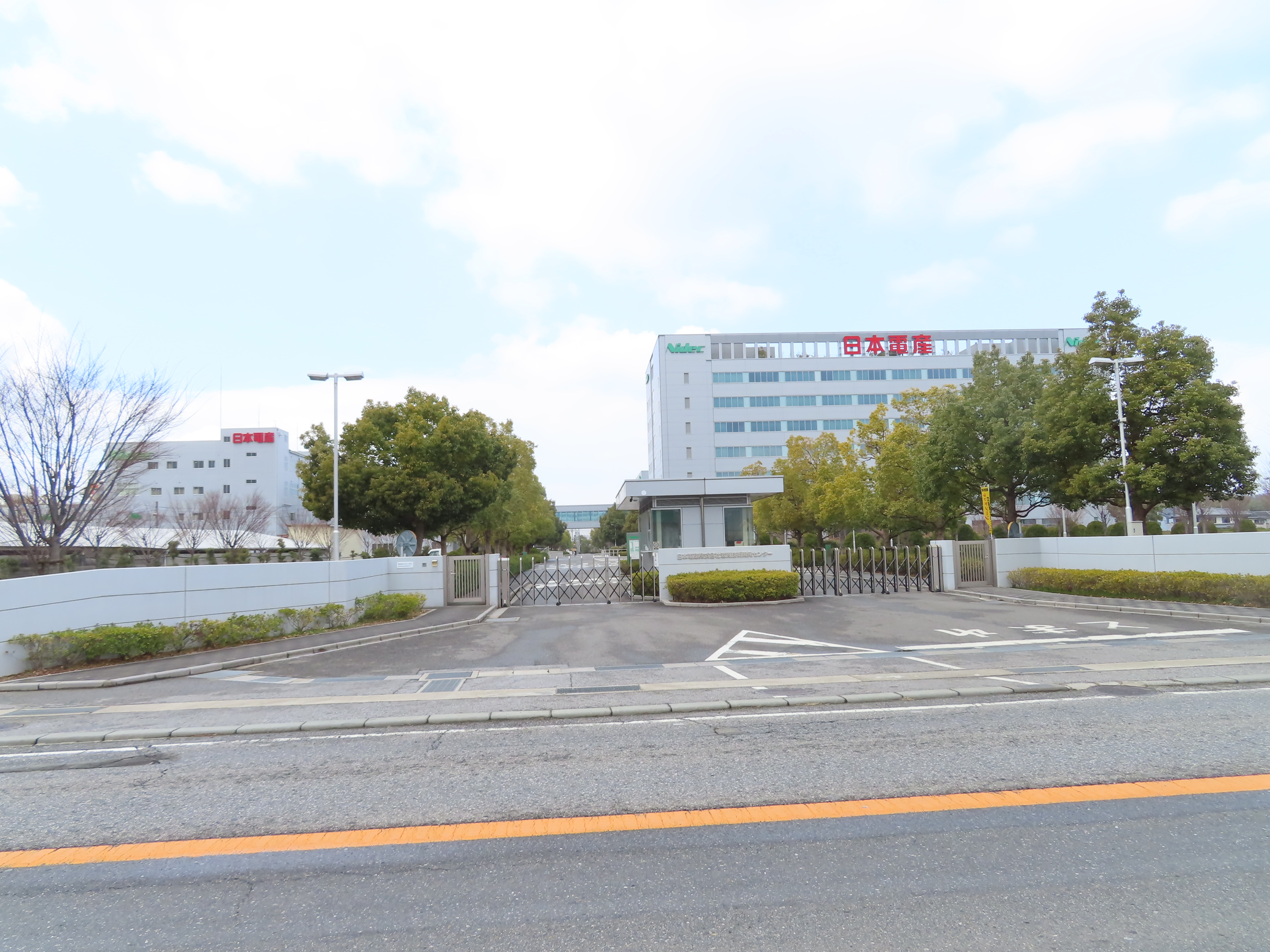
日本電産滋賀技術開発センター

### 第一次産業

#### 農業
農業協同組合
- 東びわこ農協

### 第二次産業

#### 工業
主な工場
- ファインシンター滋賀工場
- 甘利香辛食品滋賀工場
- UCC上島珈琲（株） 滋賀工場（旧・コカ・コーラウェスト）
- 立川ブラインド工業滋賀工場

### 第三次産業

#### 商業
主な商業施設
- 平和堂
  - 愛知川店（アモール）
  - フレンドマート秦荘店

### 拠点を置く企業
- コクヨ工業滋賀
- ホシデンエフ・ディ
- 日本電産滋賀技術開発センター
- ジョイソン・セイフティ・システムズ・ジャパン[4]（旧タカタ）
- 栗本コンクリート
- 川島織物
- 杉本インテリア
- 日本デキシー
- ユニックス
- フジモト・ダイアグノスティックス

## 教育

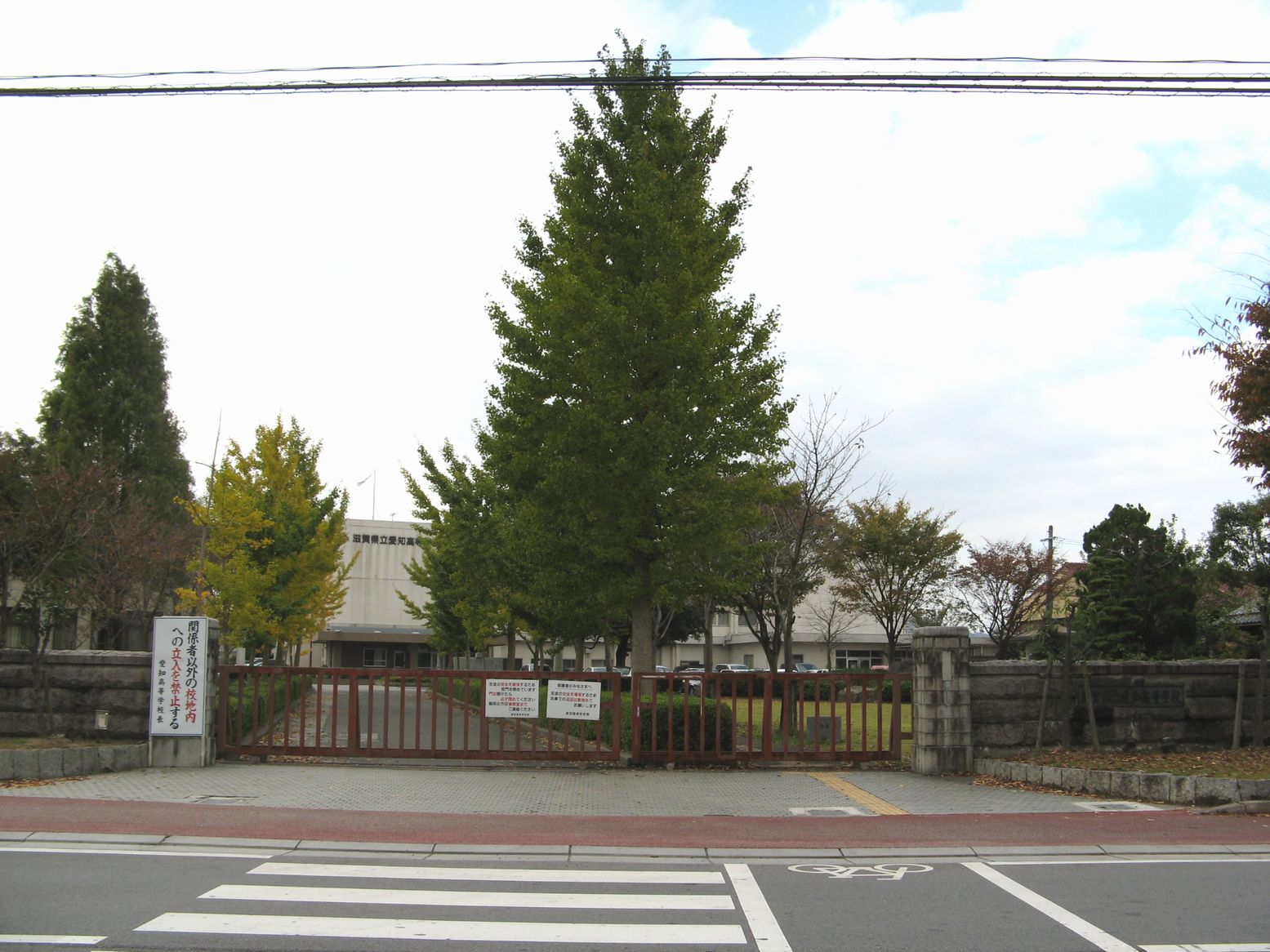
滋賀県立愛知高等学校

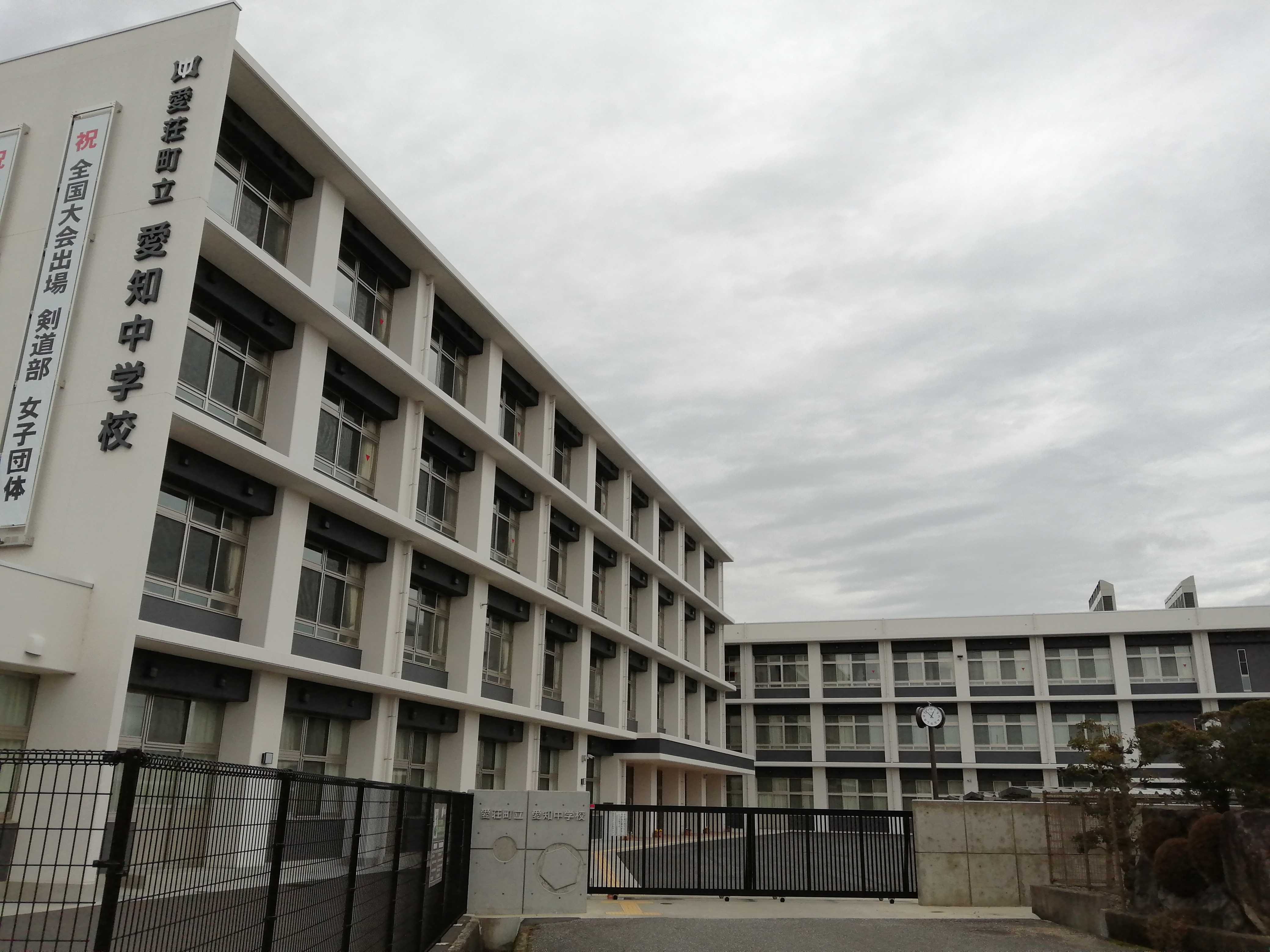
愛荘町立愛知中学校

### 高等学校
県立
- 滋賀県立愛知高等学校

### 中学校
町立
- 愛荘町立秦荘中学校
- 愛荘町立愛知中学校

### 小学校
町立
- 愛荘町立秦荘東小学校
- 愛荘町立秦荘西小学校
- 愛荘町立愛知川小学校
- 愛荘町立愛知川東小学校

### 特別支援学校
県立
- 滋賀県立愛知高等養護学校

## 交通

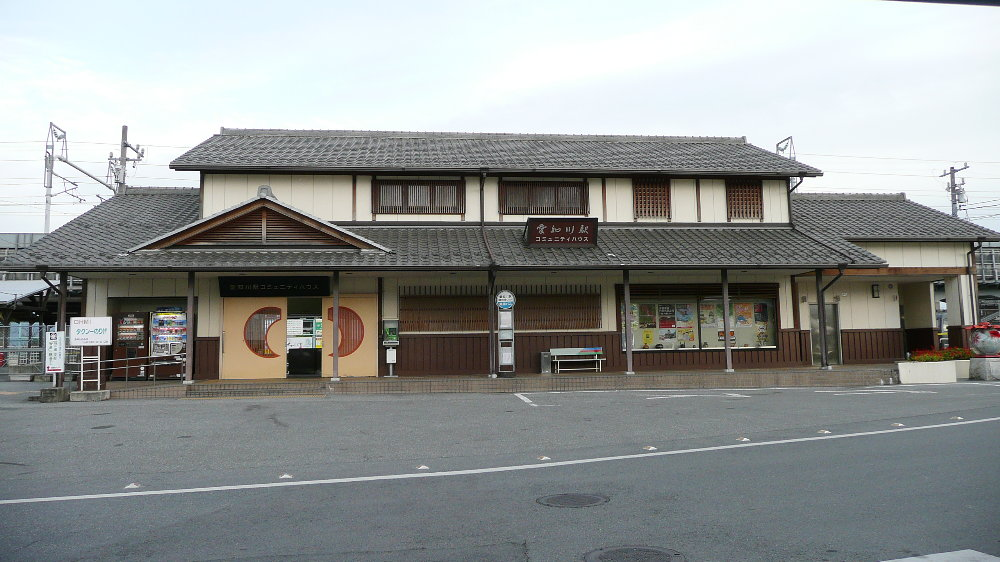
愛知川駅

町東部の国道307号線と名神高速道路、西部に広がる湖東平野には中山道と国道8号線、近江鉄道、東海道新幹線が南北に縦断している交通の要衝地である。

### 空路

#### 空港
最寄りの空港は中部国際空港または関西国際空港、大阪国際空港。

### 鉄道

#### 鉄道路線
近江鉄道
- 近江鉄道本線：- 愛知川駅 -

### バス

#### 路線バス
- 近江鉄道バス

### 道路

#### 高速道路
- 名神高速道路
  - 湖東三山PA
  - 湖東三山スマートIC（湖東三山PA併設）

#### 国道
- 国道8号
- 国道307号

#### 県道
主要地方道
- 滋賀県道13号彦根八日市甲西線
- 滋賀県道20号愛知川彦根線
- 滋賀県道28号湖東愛知川線

一般県道
- 滋賀県道213号湖東彦根線
- 滋賀県道214号愛知川停車場線
- 滋賀県道216号雨降野今在家八日市線
- 滋賀県道218号横溝秦荘線
- 滋賀県道220号松尾寺豊郷線
- 滋賀県道221号目加田湖東線
- 滋賀県道222号北落豊郷線
- 滋賀県道344号湖東三山インター線（事業中）
- 滋賀県道529号小田苅愛知川線

#### 林道
- 林道金剛輪寺線
- 林道秦川押立山線
- 林道向山線
- 林道桃ノ木谷線

## 観光

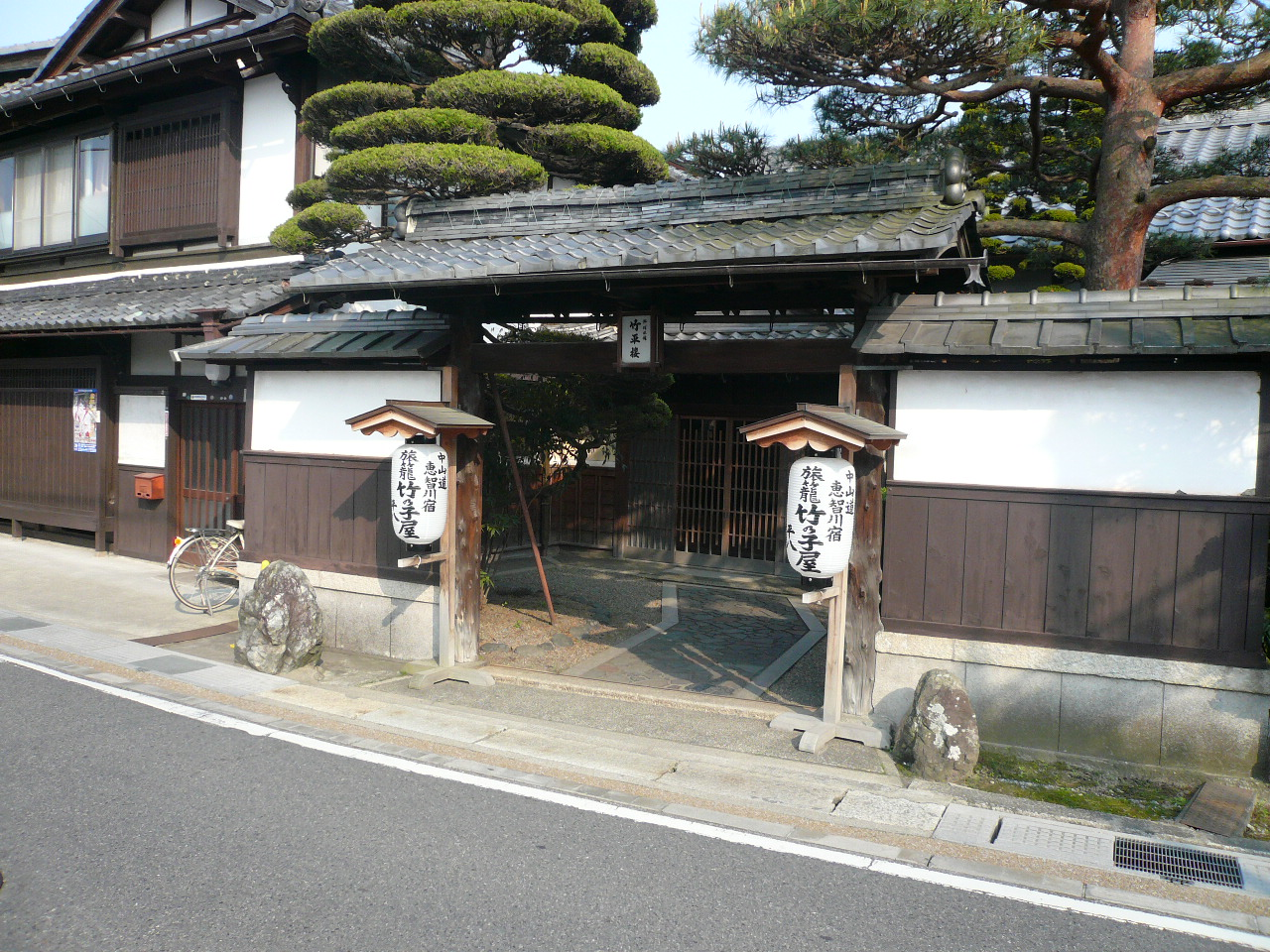
中山道 愛知川宿

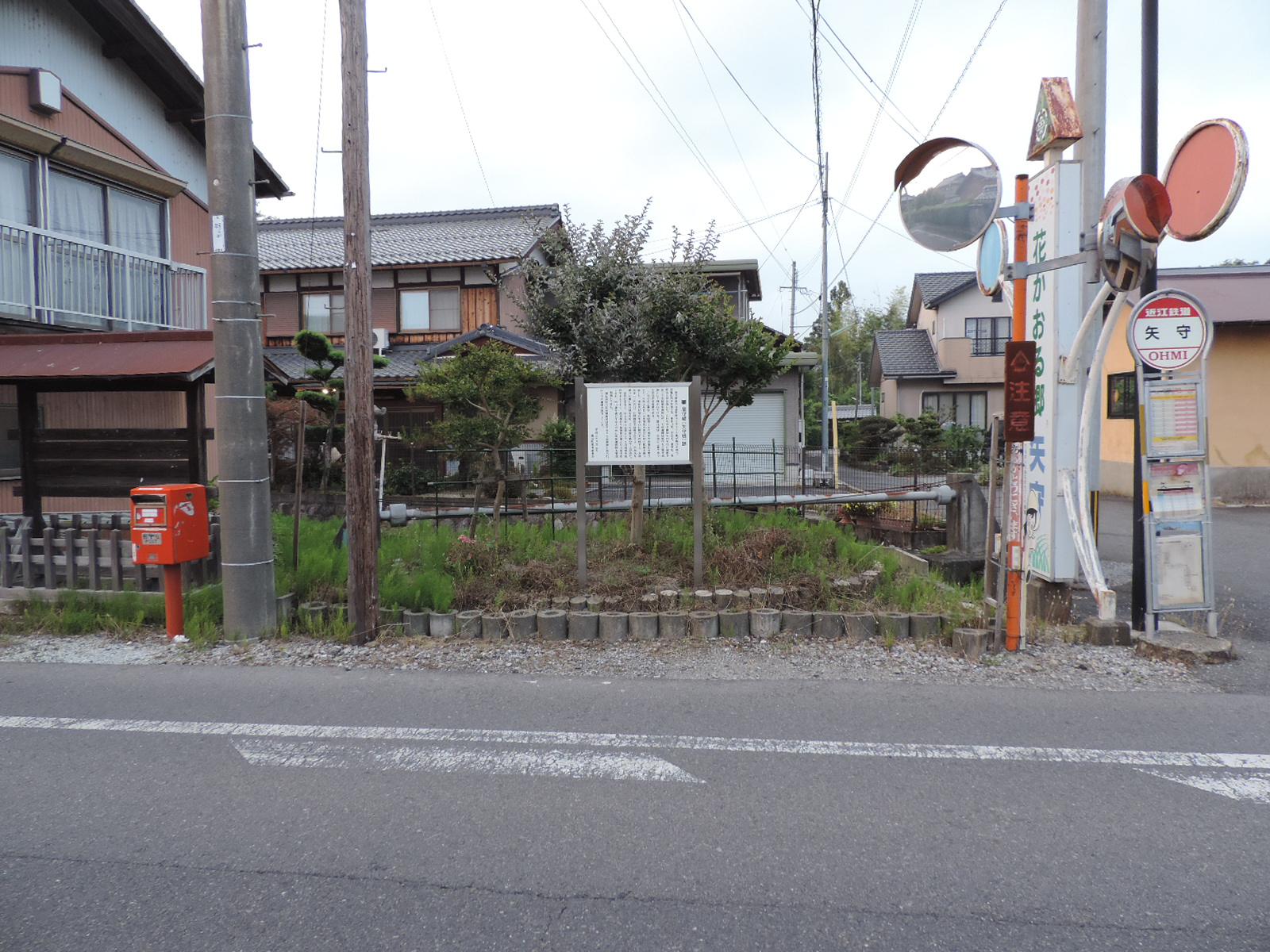
矢守城

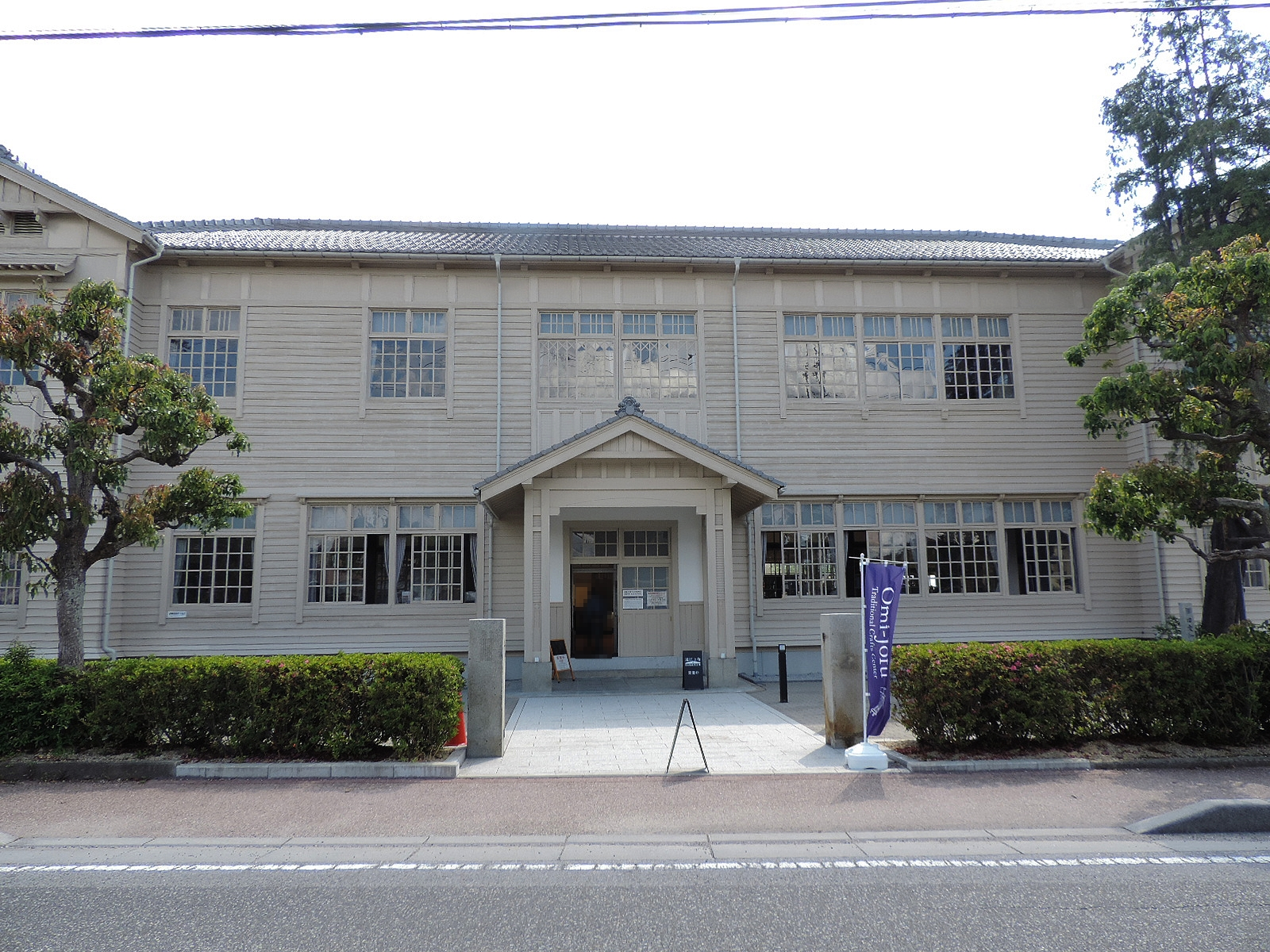
旧愛知郡役所
（ゆめまちテラスえち）

### 名所・旧跡
主な城郭
- 矢守城

主な寺院
- 金剛輪寺（湖東三山のひとつ。室町前期の本堂は国宝、室町前期の三重塔と室町後期の二天門は国の重要文化財）
- 宝満寺

主な神社
- 豊満神社（鎌倉時代末の四脚門は国の重要文化財）
- 大行社（室町前期の本殿は国の重要文化財）
- 八幡神社（中山道の愛知川宿にある。江戸中期の本殿は県指定文化財）

街道
- 中山道 愛知川宿
  - 竹平楼 - 1758年創業の旅籠。明治天皇御小休の部屋が保存されている。現在は料亭。国の登録有形文化財。
- 無賃橋
  - 天保2年(1831)、中山道愛知川宿の成宮弥次右衛門(忠喜、1781-1855)は、近村の素封家らとともに、銭を払えない人々でも渡橋できる無賃橋(太平橋)を愛知川に架橋した[6]。
  - 歌川広重の「木曽街道六十九次」の愛知川宿には「むちんはし」「はし銭いらず」と書かれている[7]。

平将門の伝承地
非業の死を遂げた中世の武将平将門の首にまつわる伝承地が町内3か所に残る。
- のまず（野間津・不飲）の池
- 山塚（将門塚）
- 歌詰橋

### 観光スポット
- 宇曽川ダム
- 旧愛知郡役所（大正時代の郡役所建築。2019年より「ゆめまちテラスえち」として再活用）
- 愛知川びんてまりの館（伝承工芸愛知川びん細工手まりの展示施設）
- 愛荘町立愛知川図書館（2007年ライブラリー・オブ・ザ・イヤー大賞受賞）
- 郷土の偉人館・西澤眞藏記念館（西澤眞藏の生家を復元し、眞藏ほか郷土の偉人に関する展示、民具展示などを随時展示。2005年4月1日開館[9]）
- 中山道愛知川宿街道交流館 愛知川ふれあい本陣（2018年8月1日オープン。近代建築を保存、活用。旧近江銀行。[10]）

## 文化・名物

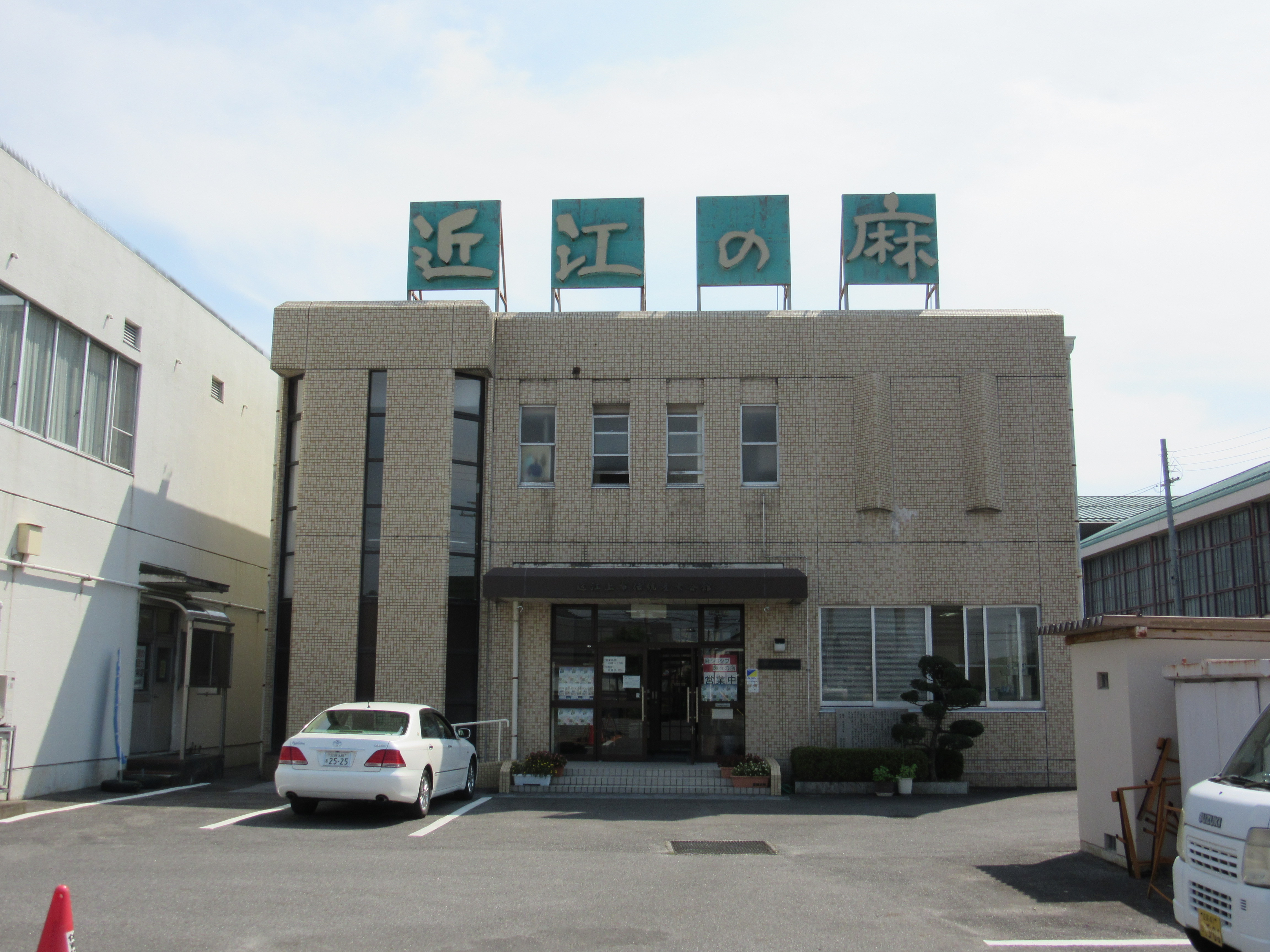
近江上布会館

### 祭事・催事
- 愛知川祇園納涼祭花火大会（毎年7月に行なわれる、愛知川河畔の祇園神社の祭礼に伴う花火大会。2006年には125回目を数える。明治31年の花火大会のプログラムが現存する）
- るーぶる愛知川（愛知川駅コミュニティハウス、駅ギャラリー、愛荘町観光案内所）駅ギャラリーでは、平成12年3月4日の開館以来、絵画を中心とした展覧会を約3週間ごとに入れ替え、連続して開催している。愛知川観光協会が指定管理を受けて運営している。

### 名産・特産
- 藤居本家（醸造）
- 愛知酒造[11]（醸造）
- 丸中醤油
- 秦莊の山芋[12]
- ののすておりがみ[13]

伝統工芸品
- 近江上布
- 秦荘紬
- びん細工手まり
- 近江刺繍

## 出身関連著名人
- みずき舞（演歌歌手、旧愛知川町出身）
- 伊谷半次郎（北見市長、旧愛知川町出身）
- 楠神順平（サッカー選手。旧愛知川町出身）
- 信人（UVERworld・ベース担当）
- 堤康次郎（元衆議院議長、西武グループ創業者。旧八木荘村出身）
- 西澤真蔵（実業家。愛知県下枝用水の開削に尽力。旧八木荘村出身）
- 津田篤宏（お笑いタレント・ダイアン。旧愛知川町出身）
- ユースケ（お笑いタレント・ダイアン。旧愛知川町出身）
- 青木幹夫 （藤平創業者）
- 丸山亜季（バレーボール・岡山シーガルズ所属
- 村西哲幸 （元プロ野球選手）